# RawTherapee
RawTherapee és un programari multiplataforma per al processament de fotografies de format RAW. Enfocat en la postproducció no destructiva i en millorar el flux de treball del fotògraf facilitant el maneig de gran quantitat d'imatges. Destaca pel control avançat que dona a l'usuari en la reconstrucció cromàtica.
RawTherapee fou escrit originalment per Gábor Horváth de Budapest, Hongria. El 4 de gener de 2010 va canviar la llicència passant a ser programari lliure i de codi obert, sota llicència GPL v3 de GNU. Està escrit en C++, utilitzant la Biblioteca GTK+ (frontend) i una versió apedaçada de dcraw, per a llegir fitxers RAW. Inicialment, s'anomenava "The Experimental Raw Photo Editor"; no obstant això, aquest acrònim s'ha menystingut i RawTherapee és ara el nom complet.

## Característiques
Proporciona un conjunt d'eines per a la correcció del color, l'ajust del balanç de blancs, la brillantor, el contrast i la simulació de pel·lícules. Disposa de funcions com la millora automàtica de la imatge; la reducció del soroll, de la boira o del defringe, entre altres ajustos avançats.
Admet una gran quantitat de formats d'arxiu RAW, inclosos els de càmeres amb sensors Foveon i X-Trans. Suporta l'estàndard Adobe DNG i els formats JPEG, PNG i TIFF.
Permet redimensionar les imatges per escala, alçada, amplada o caixa contenidora. El quadre contenidor permet especificar una alçada o amplada màxima i canviar la mida per a mantenir la relació d'imatge.